# Victoria Baldesarra
Victoria Ann Baldesarra, más conocida como Victoria Baldesarra, (Toronto, Ontario, 28 de julio de 1998) es una actriz y bailarina canadiense.

## Biografía
Baldesarra nació el 28 de julio de 1998 en Toronto, Ontario, Canadá. Hija de Tulio Baldesarra y Cherylann Baldesarra, tiene un hermano mayor llamado Alec Baldesarra. Empezó desde los tres años a bailar porque era muy enérgica y también formó parte del equipo de baile team canada, que ganó el Bronze en 2010 cuando fueron a Lolington.  Victoria hizo una prueba para The Next Step cuando tenía casi trece años. En 2013 coprotagoniza la serie The Next Step, en que interpreta a Michelle, capitana de un equipo de baile, dos veces miss solista nacional, indefensa, pero al mismo tiempo una de las mejores bailarinas, que con el paso del tiempo toma cada vez más confianza en Ella misma y así ayuda al equipo para poder ganar los regionales absoluto de baile ya que tenía ideas nuevas e innovadoras. En 2015 hasta 2016 tiene un papel en la serie Lost And Found Music Studios interpretando al mismo personaje.

## Filmografía

### Televisión
| Año       | Título                     | Rol      | Notas |
| --------- | -------------------------- | -------- | ----- |
| 2009-2012 | HBO                        |          |       |
| 2013-2020 | The Next Step              | Michelle |       |
| 2015-2017 | Lost & Found Music Studios | Michelle |       |
| 2020      | The Next Step Pack Down    | Michelle |       |

### Cinema
| Año  | Título                        | Rol      | Notas |
| ---- | ----------------------------- | -------- | ----- |
| 2015 | The Next Step Live: The Movie | Michelle |       |